# Jani Tanskanen
Jani Tanskanen (Jyväskylä, Finlandia, 28 de noviembre de 1975) es un gimnasta artístico finlandés, especialista en la prueba de barra horizontal, con la que ha logrado ser campeón del mundo en 1997.

## 1997
En el Mundial celebrado en Lausana (Suiza) gana el oro en el ejercicio de barra fija, por delante del español Jesús Carballo y del ucraniano Alexander Beresh.